# Laura Anne Fry
Laura Anne Fry (Condado de White, 22 de enero de 1857 - 1943) fue una artista estadounidense que se especializó en talla de madera, cerámica y pintura china. Trabajó tanto en las empresas Rookwood Pottery Company y Lonhuda Pottery Company como pintora y maestra de cerámica, y recibió una patente por una de sus innovaciones técnicas. Dirigió el Departamento de Arte de la Universidad de Purdue durante un cuarto de siglo y, bajo su dirección, el departamento desarrolló una gran reputación por su programa de cerámica.

## Biografía
Laura Anne Fry nació en el Condado de White, Indiana, no lejos de Lafayette. Tanto su padre, Wiliam Henry Fry, como su abuelo Henry Lindley Fry también fueron artistas y le enseñaron a tallar madera. Su familia se mudó a Cincinnati, Ohio, para que su padre pudiera ocupar un puesto de profesor en la Escuela de Diseño McMicken. A la edad de doce años, ella misma comenzó a formarse en la escuela y regresó de manera intermitente hasta mediados de la década de 1880. Inicialmente estudió dibujo y modelado con Louis Rebisso y más tarde pintura de porcelana con Maria Eggers y dibujo al natural con Thomas Satterwhite Noble. Se cree que Fry obtuvo la mayor parte de su formación en cerámica en Nueva Jersey y en Europa, aunque se pierden los detalles. También pasó un tiempo en la Liga de estudiantes de arte de Nueva York en 1886.

## Carrera artística
Fry era una talladora de madera excepcional, y una de sus primeras obras públicas fue un panel tallado de lirios que se llevó el primer premio (100 dólares en oro) en un concurso de diseños para decorar la pantalla del órgano en Cincinnati Music Hall, que fue considerada la «obra maestra del movimiento de tallado en madera» a fines del siglo XIX en Estados Unidos. Durante varios años, dirigió la escuela de tallado en madera de la Asamblea local de Chautauqua. En 1893, Fry recibió un premio por su talla en madera en la  Exposición Mundial Colombina en Chicago.
Abrió brevemente su propio estudio, donde trabajó en talla, diseño de muebles y pintura china. Incapaz de conseguir éxito financiero, lo cerró y en 1881 tomó un trabajo en la Rookwood Pottery Company, que había sido fundada por Maria Longworth Nichols Storer el año anterior. Fry trabajó allí durante siete años, desarrollando formas, decorando cerámica y enseñando modelado y diseño de cerámica a los estudiantes. Fue una de las miembros originales del Cincinnati Pottery Club (fundado en 1879), un grupo de mujeres que se organizó para realizar experimentos en cerámica y que tuvo gran influencia en el desarrollo del movimiento de cerámica de arte estadounidense de finales del siglo XIX.

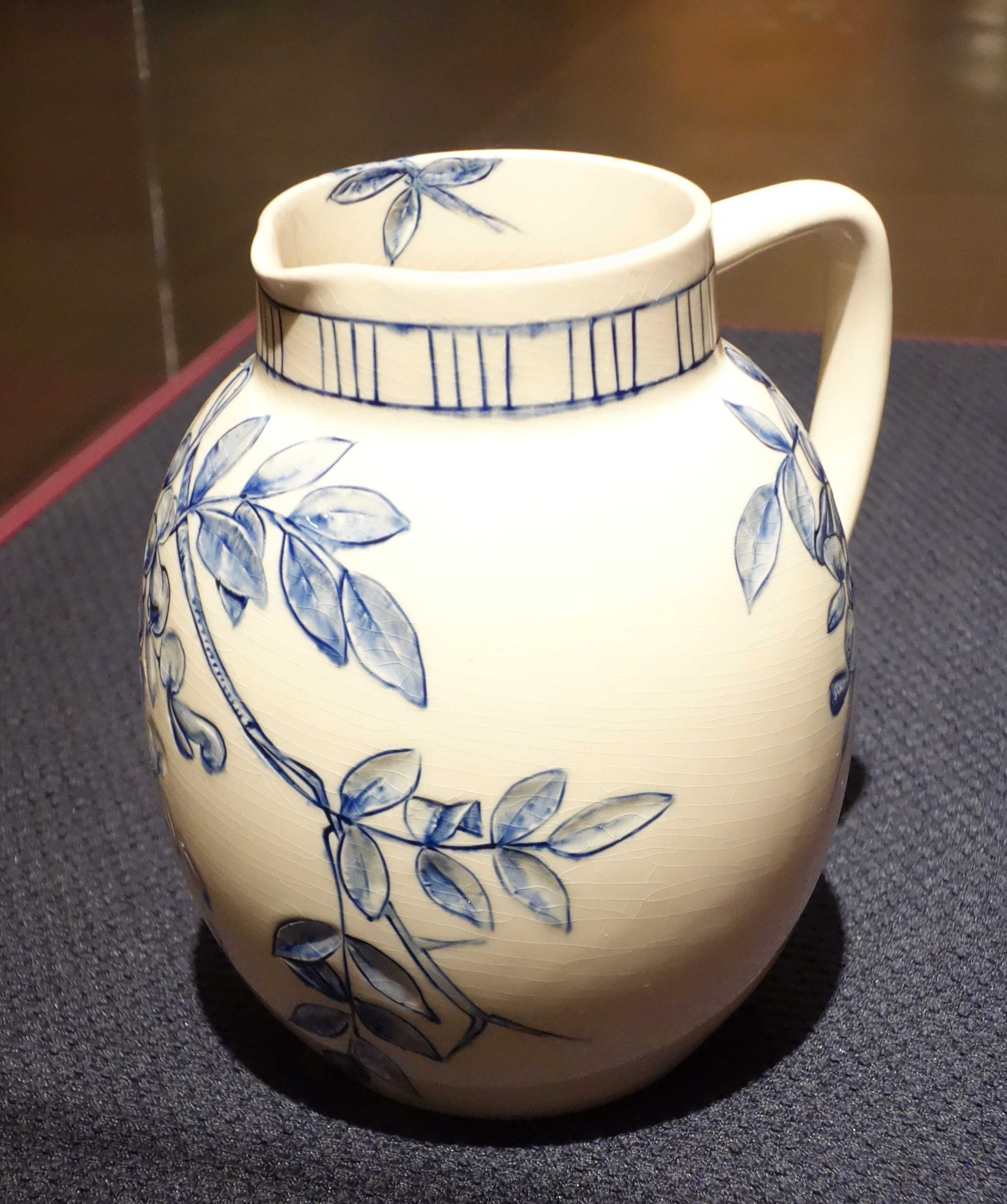
Jarrón de barro vidriado de Laura Anne Fry para Rookwood Pottery Company, 1883.

En 1891, Fry recibió una oferta para el puesto de profesora de arte industrial en la Universidad de Purdue. Lo dejó en 1892 para trabajar para Lonhuda Pottery Company en Steubenville, Indiana. Al regresar para enseñar en Purdue en 1893, fue jefa del Departamento de Arte hasta su jubilación en 1922. Bajo el liderazgo de Fry, el departamento desarrolló una gran reputación por su programa de cerámica.

## Innovaciones
Mientras estudiaba cerámica en Europa, Fry perfeccionó una técnica denominada  «scratch-blue» (azul improvisado,  decoración incisa sobre gres vidriado a la sal, utilizando óxido de cobalto para producir un diseño azul (ChS)) desarrollada inicialmente por Hannah Barlow y la fábrica Doulton en Londres.
Durante sus años en Rookwood, Fry creó una técnica innovadora para aplicar pigmentos bajo vidriado de manera uniforme sobre superficies de arcilla húmedas usando un atomizador de boca. Esto permitía una sutil combinación de colores y se convirtió en el método estándar utilizado en Rookwood para los fondos.  Se le otorgó una patente sobre su invento en 1889, pero cuando Rookwood continuó usándolo después de que ella se fue a trabajar a Lonhuda, demandó para detenerlos. El juez William Howard Taft falló en su contra con el argumento de que su técnica era simplemente un nuevo uso de una herramienta existente.
Fry murió en 1943 y sus trabajos están en posesión de la Universidad Purdue.